# Ceratocapsus downesi
Ceratocapsus downesi är en insektsart som beskrevs av Knight 1927. Ceratocapsus downesi ingår i släktet Ceratocapsus och familjen ängsskinnbaggar. Inga underarter finns listade i Catalogue of Life.